# Arrow (4.ª temporada)
A quarta temporada da série de televisão estadunidense Arrow estreou na The CW em 7 de outubro de 2015 e foi concluída em 25 de maio de 2016, com um total de 23 episódios. A série é baseada no personagem Arqueiro Verde da DC Comics, um combatente do crime fantasiado criado por Mort Weisinger e George Papp, e se passa no Universo Arrow, compartilhando continuidade com outras séries de televisão do Universo Arrow. Os produtores desta temporada foram Marc Guggenheim e Wendy Mericle. Stephen Amell estrela como Oliver Queen, com os principais membros do elenco Laurel Lance, David Ramsey como John Diggle, Willa Holland como Thea Queen, Emily Bett Rickards como Felicity Smoak, John Barrowman como Malcolm Merlyn / Arqueiro Negro e Paul Blackthorne como Quentin Lance também retornando da temporada anterior.
A série segue o playboy bilionário Oliver Queen (Stephen Amell), que afirmou ter passado cinco anos naufragado em Lian Yu, uma ilha misteriosa no Mar do Norte da China, antes de voltar para Starling City (mais tarde renomeada como "Star City") para combater o crime e a corrupção como um vigilante secreto cuja arma de escolha é um arco e flecha. Na quarta temporada, Oliver e Felicity tentam começar uma nova vida em Ivy Town, mas retornam à cidade, agora rebatizada de Star City, quando um grupo terrorista conhecido como C.O.L.M.É.I.A., liderado pelo misticamente aprimorado Damien Darhk (Neal McDonough), está atacando a cidade. Oliver retoma o vigilantismo com o novo apelido de "Arqueiro Verde". John descobre que seu irmão Andy (Eugene Byrd) está vivo e é um soldado da C.O.L.M.É.I.A.; Thea trabalha com Oliver como "Speedy", mas com temperamento violento; Laurel tenta ressuscitar Sara usando o Poço de Lázaro; e Curtis Holt (Echo Kellum) ajuda Felicity e a equipe. A vida de Oliver como vigilante e com Felicity é complicada por sua corrida para prefeito e a descoberta da existência de seu filho, William (Jack Moore). Laurel morre em uma luta com Damien, e Oliver descobre seu plano para detonar armas nucleares e governar os restos mortais da Terra. A temporada traz flashbacks do quarto ano de Oliver desde que ele foi dado como morto, onde Amanda Waller manda Oliver de volta para Lian Yu para se infiltrar nos Fantasmas, onde ele conhece John Constantine (Matt Ryan) e encontra um ídolo místico usado por Darhk na narrativa atual .
A série foi renovada para sua quarta temporada em janeiro de 2015, e as filmagens começaram em Vancouver, Columbia Britânica, Canadá naquele julho e terminaram em abril de 2016. A estreia da temporada recebeu uma resposta positiva da crítica, no entanto, a temporada como um todo foi recebida de forma mais negativa. A temporada teve uma média de 2,9 milhões de espectadores por semana. Esta temporada inclui o segundo crossover anual do Universo Arrow com a série de TV The Flash, que serviu como uma introdução à série de TV Legends of Tomorrow. Também apresentou a primeira aparição live-action de Megalyn Echikunwoke como Vixen, da websérie animada de mesmo nome, bem como uma aparição de Matt Ryan reprisando seu papel como John Constantine da série da NBC Constantine. A temporada foi lançada em DVD e Blu-ray em 30 de agosto de 2016. A série foi renovada para uma quinta temporada em 11 de março de 2016.

## Elenco e personagens

### Principal
- Stephen Amell como Oliver Queen / Arqueiro
- Katie Cassidy como Laurel Lance / Canário Negro
- David Ramsey como John Diggle / Espartano
- Willa Holland como Thea Queen / Speedy
- Emily Bett Rickards como Felicity Smoak / Observadora
- John Barrowman como Malcolm Merlyn / Arqueiro Negro
- Paul Blackthorne como Quentin Lance

### Recorrente
- Audrey Marie Anderson como Lyla Michaels[2]
- Neal McDonough como Damien Darhk
- Alexander Calvert como Lonnie Machin / Anarquia[3]
- Caity Lotz como Sara Lance / Canário[4]
- Jimmy Akingbola como Baron Reiter[5]
- Ryan Robbins como Conklin[6]
- Elysia Rotaru como Taiana Venediktov[7]
- Echo Kellum como Curtis Holt[8]
- Eugene Byrd como Andy Diggle[4]
- Katrina Law como Nyssa al Ghul[9]
- Brandon Routh como Ray Palmer / Átomo[4]
- Parker Young como Alex Davis[10]
- Charlotte Ross como Donna Smoak[11]
- Janet Kidder como Ruvé Adams[12]
- Tom Amandes como Noah Kuttler / Calculador[13]
- Adrian Glynn McMorran como Michael Amar / Murmúrio[14]

### Convidados
- Cynthia Addai-Robinson como Amanda Waller[15]
- Grant Gustin como Barry Allen[16]
- Jeri Ryan como Jessica Danforth[17]
- J.R. Bourne como Jeremy Tell / Duplo[18]
- Rutina Wesley como Liza Warner[19]
- Matt Ryan como John Constantine
- Carlos Valdes como Cisco Ramon[20]
- Danielle Panabaker como Caitlin Snow[20]
- Peter Francis James como Aldus Boardman[21]
- Casper Crump como Vandal Savage[22]
- Ciara Renée como Kendra Saunders / Mulher-Gavião[23]
- Falk Hentschel como Gavião Negro[24]
- Anna Hopkins como Samantha Clayton[20]
- James Kidnie como Milo Armitage[25]
- Lynda Boyd como Phaedra Nixon[26]
- Rila Fukushima como Tatsu Yamashiro[27]
- Venus Terzo como Elisa Schwartz[28]
- Colton Haynes como Roy Harper / Arsenal
- Megalyn Echikunwoke como Mari McCabe / Vixen
- Adrian Holmes como Frank Pike[29]
- Amy Gumenick como Carrie Cutter / Cupido[30]
- Emily Kinney como Brie Larvan / Bug-Eyed Bandit[31]
- Alex Kingston como Dinah Lance[32]
- Madison McLaughlin como Evelyn Sharp[33]
- Vinnie Jones como Danny Brickwell / Brick[34]
- Nolan Funk como Cooper Seldon[35]

## Episódios
| N.º na série | N.º na temp. | Título                                               | Dirigido por         | Escrito por                                                                                        | Exibição original       | Audiência (milhões) |
| --- | ------------ | ---------------------------------------------------- | -------------------- | -------------------------------------------------------------------------------------------------- | ----------------------- | ------------------- |
| 70 | 1            | "Green Arrow" "(Arqueiro Verde)" (BR)                | Thor Freudenthal     | História por : Greg Berlanti & Beth Schwartz Roteiro por : Marc Guggenheim & Wendy Mericle         | 7 de outubro de 2015    | 2.67                |
| Diggle, Thea e Laurel continuam combatendo o crime em Starling City, recentemente renomeada como "Star City" em homenagem a Ray Palmer. A liderança da cidade, que inclui Quentin Lance, se reúnem para discutir sobre um grupo de criminosos chamados "Fantasmas" que está aterrorizando a cidade. Damien Darhk aparece alegando controlar os "Fantasmas" e avisando para que os líderes da cidade fiquem de fora e deixem a cidade morrer. Após eles recusarem, Darhk começa a matar cada um deles, mas falha ao tentar matar Lance. Enquanto isso, Oliver e Felicity estão aproveitando sua aposentadoria quando Thea e Laurel contatam Oliver pedindo para que ele retorne a Star City para ajudar a deter os "Fantasmas", apesar de Diggle discordar. A equipe consegue rastrear os "Fantasmas" onde presenciam Darhk usando algum tipo de magia. Trabalhando juntos, a equipe impede um plano de matar centenas de pessoas em uma estação de trem. Em seguida, Oliver se renomeia como "Arqueiro Verde" ao transmitir uma mensagem a cidade prometendo ser um farol de esperança, enquanto Quentin é revelado trabalhando com Darhk. Em flashbacks, Amanda Waller encontra Oliver e o obriga a voltar a Lian Yu para analisar uma nova ameaça. |              |                                                      |                      | |                         |                     |
| 71 | 2            | "The Candidate" "(O Candidato)" (BR)                 | John Behring         | Marc Guggenheim & Keto Shimizu                                                                     | 14 de outubro de 2015   | 2.50                |
| A equipe combate mais uma operação dos "Fantasmas", mas Diggle sente que não é o suficiente e Oliver continua preocupado com a agressão excessiva de Thea enquanto combate os criminosos. Enquanto isso, uma amiga da família Queen, Jessica Danforth, diz a Oliver e Thea que irá se candidatar a prefeitura. Durante o anúncio, ela é atacada por Lonnie Machin, um anarquista contratado por Darhk. Enquanto tentam encontrar a localização de Machin, a agressividade de Thea fere gravemente uma testemunha, forçando Oliver a revelar o aviso que Malcolm Merlyn deu a ele antes de coloca-la no Poço de Lázaro. A equipe vai atrás de Machin e consegue detê-lo, mas Thea vai longe demais e coloca fogo em Machin. Mais tarde, Machin escapa da custódia da polícia a caminho do hospital. Laurel decide levar Thea a Nanda Parbat para encontrar uma forma de controlar a agressividade de Thea e levar o corpo de Sara para o Poço de Lázaro. Enquanto isso, Oliver decide concorrer a prefeitura, após Jessica desistir da campanha. Em flashbacks, Oliver se infiltra no local de uma operação militar em Lian Yu dirigida por um homem chamado Reiter. Oliver finge ignorância da operação militar, mas Reiter decide recruta-lo ao invés de matar Oliver. |              |                                                      |                      | |                         |                     |
| 72 | 3            | "Restoration" "(Restauração)" (BR)                   | Wendey Stanzler      | Wendy Mericle & Speed Weed                                                                         | 21 de outubro de 2015   | 2.40                |
| Laurel e Thea chegam a Nanda Parbat e pedem a Malcolm Merlyn, o novo Ra's al Ghul, para usar o Poço de Lázaro para trazer Sara de volta a vida. Ele inicialmente recusa, mas a fim de apaziguar Thea ele aceita. Quando Sara retorna feroz, Nyssa destrói o Poço de Lázaro em retaliação. Um agente da A.R.G.U.S. dá a Diggle informações sobre uma mulher, Mina Fayad, que contratou o Pistoleiro para matar seu irmão. O Pistoleiro também trabalha para a C.O.L.M.É.I.A. e se encontra com Damien Darhk para falar sobre os problemas em relação aos vigilantes em Star City. Ela traz um meta humano assassino de Central City chamado Jeremy Tell, que pode fazer com que as cartas tatuadas em seu corpo se tornem projéteis físicos. Após a primeira derrota de Jeremy Tell, Darhk mata o Pistoleiro por desafiá-lo. Diggle e Oliver lutam juntos e derrotam Jeremy Tell, mas não conseguem nenhuma informação nova sobre a C.O.L.M.É.I.A. Em flashbacks, Oliver é forçado a usar técnicas de tortura para interrogar os prisioneiros, após uma parte das drogas ter desaparecido. |              |                                                      |                      | |                         |                     |
| 73 | 4            | "Beyond Redemption" "(Além da Redenção)" (BR)        | Lexi Alexander       | Beth Schwartz & Ben Sokolowski                                                                     | 28 de outubro de 2015   | 2.64                |
| Oliver conta a equipe que vai se candidatar a prefeito, mas o comunicado é recebido com apreensão. Quentin Lance pede para Oliver investigar sobre a morte de dois policiais e a equipe descobre que eles foram mortos por membros da Força Tarefa Anti-vigilante. Laurel traz seu pai para ver Sara que está acorrentada no porão do apartamento de Laurel. A equipe e Lance fazem uma armadilha para capturar os policiais corruptos, mas não dá certo. Felicity identifica Liza Warner como suspeita, enquanto procuram por ela, Oliver vê o Capitão Lance se encontrando com Damien Darhk. Liza e sua equipe usam Lance para entrar no armazém de eliminação de drogas, mas Oliver e sua equipe chegam e o resgatam dos policiais. Mais tarde, Oliver pede ao Capitão Lance para espionar o Darhk para que eles possam cuidar das operações dele, enquanto Laurel descobre que Sara escapou. Em flashbacks, Conklin descobre o aparelho de comunicação de Oliver com Amanda Waller. |              |                                                      |                      | |                         |                     |
| 74 | 5            | "Haunted" "(Assombrado)" (BR)                        | John Badham          | Brian Ford Sullivan & Oscar Balderrama                                                             | 4 de novembro de 2015   | 2.60                |
| Oliver descobre que Sara está viva quando ele investiga alguns assassinatos recentes. Com a ajuda de Felicity, eles descobrem que Sara, que ainda não é ela mesma, está procurando por Thea com planos de mata-la. Sara ataca Thea que consegue escapar. Mais tarde, a equipe consegue capturar Sara e Oliver chama um velho amigo, John Constantine, para ajudar Sara a restaurar sua alma. Enquanto isso, Damien Darhk dá a Quentin Lance uma nova tarefa — instalar um vírus de computador em uma empresa de segurança. Diggle vê o nome do irmão em uma lista de indivíduos que estão sendo deletados pelo vírus. Mais tarde, Felicity descobre que Ray Palmer ainda está vivo e Diggle que seu irmão foi morto porque ele era líder de um cartel de drogas. Em flashbacks, Conklin traz Oliver para Reiter que dispensa a acusação de que Oliver é um espião. Ao invés disso, ele apresenta eles o novo prisioneiro, John Constantine que escapa e obriga Oliver a ajudá-lo a encontrar o local de um objeto místico na ilha. Depois, Constantine avisa a Oliver para ter cuidado do real plano de Reiter e usa o objeto para lançar um feitiço em Oliver para sua proteção. |              |                                                      |                      | |                         |                     |
| 75 | 6            | "Lost Souls" "(Almas Perdidas)" (BR)                 | Antonio Negret       | Beth Schwartz & Emilio Ortega Aldrich                                                              | 11 de novembro de 2015  | 2.30                |
| Oliver trabalha em sua campanha e Felicity continua procurando por Ray Palmer com a ajuda de Curtis Holt. Ray consegue mandar uma nova mensagem fazendo com que Felicity descobrisse que ele sobreviveu a explosão porque seu traje o encolheu para o tamanho de uma ervilha, que ele está sendo mantido prisioneiro e onde encontrar os esquemas para construir um dispositivo para que ele volte para seu tamanho normal. Em uma segunda mensagem, Felicity descobre que é Damien Darhk que o está mantendo prisioneiro querendo pegar a tecnologia do traje dele. Curtis trabalha no dispositivo e Darhk ameaça machucar a Felicity se Ray não entregasse a tecnologia a ele. A equipe consegue rastrear Darhk até seu esconderijo e com o dispositivo criado por Curtis, eles conseguem salvar e restaurar Ray ao seu tamanho real. Enquanto isso, Sara luta contra a sede de sangre e decide sair de Star City para aprender a se controlar. Em flashbacks, Reiter manda Oliver em uma busca por outra ruína antiga que supostamente é um "presente" para Reiter. |              |                                                      |                      | |                         |                     |
| 76 | 7            | "Brotherhood" "(Irmandade)" (BR)                     | James Bamford        | Speed Weed & Keto Shimizu                                                                          | 18 de novembro de 2015  | 2.69                |
| A C.O.L.M.É.I.A. continua a atacar várias partes da cidade, no mais recente ataque eles destruiram o dinheiro mandado ao banco da cidade. Diggle fala a Oliver que a C.O.L.M.É.I.A. matou seu irmão Andy porque ele também era um criminoso. A equipe vai até um laboratório de pesquisa para localizar um produto químico que eles acreditam ser usado pela C.O.L.M.É.I.A. A equipe é atacada por um grupo de Darhk, e Diggle descobre que Andy está vivo e trabalhando para a C.O.L.M.É.I.A. A equipe tenta convencer Diggle a ver o lado bom, mas ele se recusa a ver Andy de outra forma a não ser um traidor que não vale a pena salvar. A equipe acredita que Andy está sendo vítima de um controle-mental e localiza ele e o resto da C.O.L.M.É.I.A. A equipe consegue extrair Andy com a ajuda do Ray e seu traje. Após um encontro com Darhk, Thea descobre que os poderes dele podem cura-la da sua sede de sangue permanentemente depois de Darhk não conseguir drenar sua força vital. |              |                                                      |                      | |                         |                     |
| 77 | 8            | "Legends of Yesterday" "(Lendas de Ontem)" (BR)      | Thor Freudenthal     | História por : Greg Berlanti & Marc Guggenheim Roteiro por : Brian Ford Sullivan & Marc Guggenheim | 2 de dezembro de 2015   | 3.66                |
| O imortal Vandal Savage procura por Kendra Saunders e Carter Hall, dois seres reencarnados que já existem há 4 mil anos, que estão sendo escondidos por Oliver e Barry Allen e suas respectivas equipes. Malcolm Merlyn orquestra um encontro entre Vandal Savage, Barry e Oliver. Savage manda eles entregarem Kendra e Carter ou ele vai destruir Central City e Star City com o Cajado de Hórus. Eles desenvolvem um plano de entregar os dois para chegar perto o suficiente do cajado e destruí-lo. Mas o plano falha, Kendra e Carter são mortos e Savage usa o cajado para destruir todos na cidade. Barry escapa e corre rápido o suficiente para voltar tempo — no momento da negociação com Savage. Barry informa Oliver sobre sua viagem no tempo, então eles mudam sua estratégia de plano. Eles entregam Kendra e Carter novamente, mas com a ajuda de todo mundo, Barry consegue roubar o cajado. Ele e Oliver usam no Savage incinerando seu corpo. Em seguida, Kendra e Carter decidem usar seus poderes para ajudar as pessoas em outra cidade. Enquanto isso, Oliver descobre ter um filho ilegítimo e decide desenvolver uma relação com ele sem contar a Felicity. Malcolm Merlyn coleta as cinzas de Vandal Savage. Este episódio conclui um crossover que se inicia no episódio 8 da 2ª temporada de The Flash. Os dois episódios também configuram Legends of Tomorrow. |              |                                                      |                      | |                         |                     |
| 78 | 9            | "Dark Waters" "(Águas Negras)" (BR)                  | John Behring         | Wendy Mericle & Ben Sokolowski                                                                     | 9 de dezembro de 2015   | 2.82                |
| A campanha de Oliver começa uma iniciativa pra limpar a baía de Star City, mas Damien Darhk manda drones para a baía, que começam a atirar nos voluntários que estão ajudando na limpeza. Em resposta, Oliver e a equipe decidem divulgar para a mídia que Darhk é o líder da C.O.L.M.É.I.A. e dos "Fantasmas". Em retaliação, Darhk vai até a festa de natal da campanha de Oliver e sequestra Diggle, Felicity e Thea. Após não conseguir obter informações dos soldados de Darhk, Oliver faz contato com Darhk e concorda em ser trocado por eles. Darhk engana Oliver e tenta matá-los na frente dele. Malcolm Merlyn, vestido como o Arqueiro Verde, e Laurel chegam e resgatam todos. Mais tarde, na árvore de natal iluminada, Oliver pede Felicity em casamento e ela aceita. Assim que eles saem, os homens de Darhk atiram na limousine de Oliver e acertam Felicity. Em flashbacks, Oliver volta ao navio de Amazo para adquirir mais mapas da ilha, mas quando retorna ele é descoberto por Conklin. |              |                                                      |                      | |                         |                     |
| 79 | 10           | "Blood Debts" "(Dívidas de Sangue)" (BR)             | Jesse Warn           | Oscar Balderrama & Sarah Tarkoff                                                                   | 20 de janeiro de 2016   | 2.83                |
| Com Felicity entrando e saindo de cirurgias por causa do tiro, Oliver e a equipe continua procurando por Darhk. Oliver vai até Quentin Lance para pedir a localização de Darhk, enquanto Diggle interroga seu irmão Andy. Oliver vai até a localização de Darhk, mas só encontra vários soldados "Fantasmas" mortos e um símbolo pintado com sangue — Anarquia. A equipe percebe que Lonnie Machin está de volta e a procura de vingança contra Darhk. Machin é pego e Oliver interroga ele para descobrir informações do Darhk. Por fim, Oliver solta Machin para ir atrás de Darhk, mas fica rastreando ele. Machin pega a família de Darhk. A equipe chega e salva a família, mas Machin escapa. Como pagamento por ter salvado a família dele, Darhk concede a Oliver tempo para passar com a família dele, antes de Darhk o matar. Enquanto isso, Felicity fica paralítica por causa do tiro. Em flashbacks, Conklin denúncia Oliver como um traidor e os mapas que ele encontrou como prova a Reiter. Enquanto Conklin tortura Oliver, Reiter vê um feitiço no abdômen de Oliver e obriga Conklin a parar. Em troca da vida de outra prisioneira, Oliver aceita ajudar Reiter. |              |                                                      |                      | |                         |                     |
| 80 | 11           | "A.W.O.L." "(A.W.O.L.)" (BR)                         | Charlotte Brandström | Brian Ford Sullivan & Emilio Ortega Aldrich                                                        | 27 de janeiro de 2016   | 2.78                |
| Felicity volta para casa do hospital tentando descobrir seu lugar na equipe, agora que é paraplégica. Enquanto Diggle e Lyla estão em um encontro quando um agente da A.R.G.U.S. os procura pedindo ajuda, mas ele é sequestrado antes que possa dizer o que está acontecendo. Diggle e Lyla vão a Amanda Waller que nega qualquer conhecimento do ocorrido, mas dá a Lyla um pendrive que revela que a operação foi feita por uma organização chamada "Shadowspire". Oliver e Diggle reconhecem o nome e Diggle recorda a primeira reunião do grupo no Afeganistão, quando lucravam com a guerra. Com a ajuda de Andy, a equipe encontra a Shadowspire. Oliver pressiona Felicity para ajudar, mas ela está tendo alucinações com ela mesma quando era hacker. Ela luta contra a pressão e Diggle quase é morto. Shadowspire se infiltra na A.R.G.U.S. procurando por um código de acesso Rubicon, matando Amanda Waller quando ela se recusa a ajudar. Oliver e a equipe entram na A.R.G.U.S. e detêm a Shadowspire. Em flashbacks, Reiter é revelado como o líder da Shadowspire. |              |                                                      |                      | |                         |                     |
| 81 | 12           | "Unchained" "(Desacorrentado)" (BR)                  | Kevin Fair           | Speed Weed & Beth Schwartz                                                                         | 3 de fevereiro de 2016  | 2.48                |
| O time enfrenta um formidável vilão apelidado de "Calculador". Enquanto isso, Nyssa age e Roy Harper retorna a Star City. |              |                                                      |                      | |                         |                     |
| 82 | 13           | "Sins of the Father" "(Pecados do Pai)" (BR)         | Gordon Verheul       | Ben Sokolowski & Keto Shimizu                                                                      | 10 de fevereiro de 2016 | 2.44                |
| Oliver recebe uma oferta de Nyssa, algo difícil de recusar. Enquanto isso, Thea continua a batalhar contra sua sede de sangue e Malcolm tenta ajudar a filha. Mais tarde, Laurel conversa de forma franca com Nyssa. |              |                                                      |                      | |                         |                     |
| 83 | 14           | "Code of Silence" "(Código de Silêncio)" (BR)        | James Bamford        | Wendy Mericle & Oscar Balderrama                                                                   | 17 de fevereiro de 2016 | 2.44                |
| Oliver e seus aliados descobrem o plano da C.O.L.M.É.I.A. para acabar com o time de uma vez por todas. Na iminência do próximo ataque, Quentin Lance questiona se Donna estaria a salvo sem ele em sua vida. Ao mesmo tempo, com a aproximação do casamento, Oliver começa a se sentir culpado por não contar a Felicity sobre seu filho. |              |                                                      |                      | |                         |                     |
| 84 | 15           | "Taken" "(Levado)" (BR)                              | Gregory Smith        | História por : Marc Guggenheim Roteiro por : Keto Shimizu & Brian Ford Sullivan                    | 24 de fevereiro de 2016 | 2.70                |
| Oliver percebe que precisa de ajuda na batalha contra Damien Darhk, portanto liga para uma velha amiga, Vixen. Usando sua habilidade mágica de conjurar poderes dos animais, Vixen descobre a localização de Darhk e o time segue rumo à guerra. Enquanto isso, Thea abre seu coração em uma conversa com Malcolm. |              |                                                      |                      | |                         |                     |
| 85 | 16           | "Broken Hearts" "(Corações Partidos)" (BR)           | John Showalter       | Rebecca Bellotto & Nolan Dunbar                                                                    | 23 de março de 2016     | 2.09                |
| A Cupido retorna para Star City com um só objetivo — destruir a felicidade de qualquer um no amor. A equipe descobre que ela está matando casais no dia do casamento. Assim, Oliver e Felicity decidem servir como isca. |              |                                                      |                      | |                         |                     |
| 86 | 17           | "Beacon of Hope" "(Farol de Esperança)" (BR)         | Michael Schultz      | Ben Sokolowski & Brian Ford Sullivan                                                               | 30 de março de 2016     | 2.34                |
| Brie Larvan foge da prisão e aparece na Palmer Tech ameaçando matar todo mundo a menos que receba o bio-chip que está implantado na espinha de Felicity. Quando Oliver percebe que Felicity, Thea e Donna estão presas na Palmer Tech com todos os outros, ele conta com um surpreendente aliado para ajudar o time a salvar o dia. |              |                                                      |                      | |                         |                     |
| 87 | 18           | "Eleven-Fifty-Nine" "(Onze e Cinquenta e Nove)" (BR) | Rob Hardy            | Marc Guggenheim & Keto Shimizu                                                                     | 6 de abril de 2016      | 2.24                |
| Oliver e Diggle descobrem que Merlyn vai tentar tirar Damien Darhk da prisão. Enquanto isso, Laurel recebe uma oferta surpreendente, e Felicity tem uma conversa sincera com Curtis. |              |                                                      |                      | |                         |                     |
| 88 | 19           | "Canary Cry" "(O Grito da Canário)" (BR)             | Laura Belsey         | Wendy Mericle & Beth Schwartz                                                                      | 27 de abril de 2016     | 2.27                |
| Oliver e a equipe sofrem em aceitar a morte de Laurel, especialmente Diggle que está se sentindo culpado por ter acreditado que Andy tivesse mudado. Enquanto isso, Lance se recusa a acreditar que sua filha está realmente morta e pede a Nissa para ajudar a trazê-la de volta. Uma aparição recente da Canário Negro em Star City só parece provar sua teoria de que Laurel não está realmente morta. |              |                                                      |                      | |                         |                     |
| 89 | 20           | "Genesis" "(Gênesis)" (BR)                           | Gregory Smith        | Oscar Balderrama & Emilio Ortega Aldrich                                                           | 4 de maio de 2016       | 2.07                |
| Enquanto Oliver e Felicity procuram uma solução mágica para derrotar Darhk. Diggle, guiado pelo desejo de vingança, consegue uma pista sobre o paradeiro de Andy e vai para enfrentar o seu irmão. Enquanto isso, Alex leva Thea em uma viagem que rapidamente se transforma em um pesadelo. |              |                                                      |                      | |                         |                     |
| 90 | 21           | "Monument Point" "(Monument Point)" (BR)             | Kevin Tancharoen     | Speed Weed & Jenny Lynn                                                                            | 11 de maio de 2016      | 2.16                |
| Quando o time descobre qual é o próximo movimento de Damien Darhk, Felicity percebe que ela precisa pedir ajuda de seu pai, Noah Kuttler. Enquanto isso, Noah e Oliver têm um conversa franca que deixa Oliver perturbado. |              |                                                      |                      | |                         |                     |
| 91 | 22           | "Lost in the Flood" "(Perdido no Dilúvio)" (BR)      | Glen Winter          | Brian Ford Sullivan & Oscar Balderrama                                                             | 18 de maio de 2016      | 1.94                |
| Oliver e Diggle correm para resgatar Thea, enquanto Felicity, Curtis e Noah se unem para parar Damien Darhk. |              |                                                      |                      | |                         |                     |
| 92 | 23           | "Schism" "(Cisma)" (BR)                              | John Behring         | História por : Greg Berlanti Roteiro por : Wendy Mericle & Marc Guggenheim                         | 25 de maio de 2016      | 2.19                |
| Oliver une forças com um aliado surpreendente em uma tentativa de parar de Damien Darhk e sua magia de uma vez por todas. |              |                                                      |                      | |                         |                     |

## Produção

### Desenvolvimento
Em janeiro de 2015, o presidente da The CW, Mark Pedowitz, anunciou a renovação de Arrow para uma quarta temporada no evento da Television Critics Association de 2014. O criador da série Marc Guggenheim voltou como showrunner, enquanto a co-produtora executiva e escritora Wendy Mericle foi promovida a co-showrunner.

### Roteiro
A temporada introduz duas grandes mudanças na série: Starling City sendo renomeada como Star City, e Oliver Queen retornando ao vigilantismo como o "Arqueiro Verde", a mesma identidade vigilante que ele usa nos quadrinhos. Em relação a este último, falando antes da estréia da temporada, Wendy Mericle disse: "Pareceu certo para a evolução natural do personagem de Oliver se tornar o que conhecemos nos quadrinhos". Provocando Damien Darhk, o grande mal da temporada, o co-criador da série Andrew Kreisberg disse: "Sempre nos referimos a Ra's al Ghul [[[Matt Nable]]] como a pior coisa que pode acontecer a Oliver e sua equipe, mas quando você vê o primeiro dois episódios da quarta temporada, você rapidamente perceberá que Ra's estava no berçário em comparação com o que Damien reservou para todos". Ele chamou Darhk de um vilão "diferente" dos anteriores, dizendo "Ele é um pouco mais colorido, um pouco mais divertido e é muito perigoso e comandante e lidera um exército de seguidores que morreriam sob seu comando. Mas ele é mais engraçado, mais charmoso e se encaixa em todo o nosso sombreamento este ano, onde tornamos as coisas mais leves." A temporada também vê muitos dos personagens assumindo codinomes vigilantes: Espartano (John Diggle), Speedy (Thea Queen) e Observadora (Felicity Smoak).

### Escolha do elenco
Os membros do elenco principal Stephen Amell, Katie Cassidy, David Ramsey, Willa Holland, Emily Bett Rickards, John Barrowman e Paul Blackthorne retornam das temporadas anteriores como Oliver Queen, Laurel Lance / Canário Negro, John Diggle / Espartano, Thea Queen / Speedy, Malcolm Merlyn, e Quentin Lance. Esta foi inicialmente a última temporada de Cassidy como regular, devido à morte de sua personagem no episódio "Eleven-Fifty-Nine"; ela voltaria mais tarde como uma estrela convidada na 5ª temporada, e seria reintegrada como regular no começo da 6ª temporada. Colton Haynes, que interpretou Roy Harper / Arsenal como regular nas temporadas dois e três, voltou como convidado. Neal McDonough é recorrente como Damien Darhk.

### Design
O traje do Arqueiro Verde foi desenhado por Maya Mani. É mais blindado que o traje do Arqueiro, evita mangas e possui ombreiras e manoplas de arqueiro, além de possuir muitos bolsos e coldres. O traje espartano de Diggle consiste em uma combinação de jaqueta e calça cinza de aço com um capacete de proteção facial. Em resposta às críticas sobre o capacete espartano semelhante ao usado pelo personagem Magneto da Marvel Comics, Ramsey disse: "Eu sei que há muitas críticas de que ele se parece com o capacete do Magneto. Mas quando você vir Diggle em ação, também conseguiremos sobre o que o capacete pode fazer - você não vai pensar nos X-Men de forma alguma."

### Filmegens
As filmagens para a temporada começaram em meados de julho de 2015 em Vancouver, Columbia Britânica, Canadá, e terminaram no final de abril de 2016.

### Ligações com o Universo Arrow
Em maio de 2015, Amell revelou que teve discussões com a DC Entertainment para retratar Oliver Queen em Constantine porque seu personagem-título, John Constantine, é um especialista no Poço de Lázaro, um conceito usado em Arrow. Em agosto de 2015, foi confirmado que a estrela de Constantine, Matt Ryan apareceria em Arrow no episódio da quarta temporada "Haunted", por um acordo "único" que envolveria seu personagem sendo "trazido para lidar com as consequências de a ressurreição de Sara Lance (Caity Lotz) através do Poço de Lázaro de Ra's al Ghul." Como Arrow e Constantine foram ambos produzidos pela Warner Bros. Television, os produtores de Arrow conseguiram adquirir as roupas originais de Ryan. John Badham, que foi diretor de Constantine, dirigiu "Haunted". [78] Ao filmar o episódio, Guggenheim afirmou que parecia que a equipe de produção estava "fazendo um crossover Constantine / Arrow, e é tão emocionante ... estamos muito felizes por termos a chance de estender a corrida de Matt Ryan como Constantine em pelo menos um mais hora de televisão. Acho que você verá que ele se encaixa perfeitamente em nosso universo. Nunca parece forçado, parece certo."
A quarta temporada inclui o segundo crossover anual com The Flash: "Heroes Join Forces", que também serve como configuração para Legends of Tomorrow. A temporada também viu a estréia em live-action de Vixen com Megalyn Echikunwoke reprisando seu papel na websérie animada de mesmo nome.

## Lançamento

### Exibição
A temporada começou a ser exibida nos Estados Unidos na The CW em 7 de outubro de 2015, e completou sua exibição de 23 episódios em 25 de maio de 2016.

### Mídia doméstica
A temporada foi lançada em DVD e Blu-ray em 30 de agosto de 2016 com recursos especiais, incluindo o segundo evento anual de crossover do Universo Arrow intitulado "Heroes Join Forces". Ele começou a ser transmitido na Netflix em 5 de outubro de 2016.

## Recepção

### Resposta Crítica
A estreia da temporada recebeu críticas positivas, com Jesse Schedeen da IGN dando 8,5, afirmando "Arrow está mostrando todos os sinais de abordar as falhas que atolaram na 3ª temporada", e Morgan Jeffery da Digital Spy descrevendo a série como "de volta no formulário".
No entanto, a resposta à temporada como um todo foi mais crítica. Embora em geral Alasdair Wilkins do The A.V. Club considerou o final da temporada como um "final perfeitamente decente para uma temporada perfeitamente decente", e aquela quarta temporada abordou algumas das fraquezas das temporadas anteriores, em particular em termos de uma forte presença de vilão em Neil McDonough, ele também observou que "Este A temporada foi um passo na direção certa, mas um retorno adequado à glória passada ainda parece terrivelmente distante." Jonathon Dornbush da Entertainment Weekly resumiu a temporada como" uma que às vezes sugeria a promessa de dias de glória do show, mas muitas vezes estava quase tão em desacordo consigo mesmo quanto Oliver está consigo mesmo." No geral, ele criticou a falta de foco nos flashbacks, a falha em construir os planos e motivações de Dahrk de forma consistente e a falta de esperança em uma temporada em que Oliver estava tentando dar esperança aos outros.
Escrevendo para a TV Overmind, Andy Behbakht criticou a decisão de matar Laurel Lance, sentindo que o personagem foi subutilizado e "A Canário Negro foi em muitos aspectos um dos grandes corações de Arrow e ver o programa perder esse personagem, faz com que a série perca muito sua magia restante". Para o mesmo site, Caroline Schlafly criticou a forma como Felicity foi escrita ao longo da temporada e sentiu que às vezes deu a ela muito foco. No entanto, no geral ela ficou satisfeita com a mudança de tom que a temporada trouxe e, em particular, elogiou o crescimento do personagem de Oliver, observando que, "Arrow não é mais um programa sombrio sobre um vigilante que está disposto a matar. É sobre Oliver Queen e os dele companheiros de equipe, e como eles se desenvolvem e interagem enquanto lutam contra o crime e vilões e Star City. Claro, agora a equipe é monopolizada por Felicity - mas espero que isso mude, e ainda ficaremos com essas outras mudanças fantásticas." Em sua crítica de "Canary Cry", Eric Francisco da Inverse disse: "Arrow não é mais um bom programa de TV [...] A série central que deu início ao universo expansivo e em evolução da DC TV se transformou em um som horrível / visual white noise", e foi particularmente crítico em relação aos retratos de Oliver, Diggle, Thea e Felicity na temporada, junto com o tratamento da morte de Laurel.
Revendo a temporada como um todo para IGN, Jesse Schedeen observou que "A quarta temporada fez alguns avanços significativos, mas no final das contas falhou em resolver o problema fundamental do show". Ele elogiou a adição de McDonough como Darhk, bem como as participações especiais, incluindo Matt Ryan como Constantine, que ajudou a acomodar o show dentro de um Universo DC mais amplo. Ele notou como a temporada sofreu algumas vezes na primeira metade por ter que lançar as bases para o spin-off Legends of Tomorrow. Enquanto ele elogiava o trabalho dos diretores Lexi Alexander e James Bamford, bem como da atriz Emily Bett Rickards e sentia que a primeira metade da temporada havia se construído bem, no geral ele sentiu que a temporada foi fracassada na segunda metade por um sentimento de que "os escritores estavam apenas girando suas rodas antes de dar início à batalha final contra a COLMÉIA ". Ele foi particularmente crítico da estrutura narrativa das sequências de flashback e da maneira como muitas das principais linhas da trama da temporada terminaram onde "a recompensa não fez justiça ao cenário". Dando à temporada um 6,6, ele concluiu que "a quarta temporada de Arrow teve muitos episódios ótimos, mas no final das contas falhou em se reunir como um todo satisfatório."
A avaliação do site Rotten Tomatoes deu para a temporada um índice de 85% de aprovação dos críticose com uma classificação média de 7,55/10 baseado em baseado em 10 comentários. O consenso do site disse: "A quarta temporada de Arrow floresce com um novo tom refrescante, um novo vilão emocionante e um arco de história emocionante."

### Audiência
A quarta temporada teve uma média de 2,90 milhões de telespectadores em 23 episódios e ficou em 145º lugar entre as visualizações do programa de televisão.
| №  | Título                 | Exibição original       | Rating/share (18–49) | Audiência (em milhões) | DVR (18–49) | Audiência em DVR (milhões) | Total (18–49) | Audiência total (em milhões) |
| -- | ---------------------- | ----------------------- | -------------------- | ---------------------- | ----------- | -------------------------- | ------------- | ---------------------------- |
| 1  | "Green Arrow"          | 7 de outubro de 2015    | 1.1/4                | 2.67                   | N/A         | 1.43                       | N/A           | 4.10                         |
| 2  | "The Candidate"        | 14 de outubro de 2015   | 1.0/3                | 2.50                   | N/A         | 1.34                       | N/A           | 3.84                         |
| 3  | "Restoration"          | 21 de outubro de 2015   | 0.9/3                | 2.40                   | 0.6         | 1.36                       | 1.5           | 3.77                         |
| 4  | "Beyond Redemption"    | 28 de outubro de 2015   | 0.9/3                | 2.64                   | N/A         | N/A                        | N/A           | N/A                          |
| 5  | "Haunted"              | 4 de novembro de 2015   | 1.1/4                | 2.60                   | N/A         | N/A                        | N/A           | N/A                          |
| 6  | "Lost Souls"           | 11 de novembro de 2015  | 0.9/3                | 2.30                   | N/A         | 1.22                       | N/A           | 3.52                         |
| 7  | "Brotherhood"          | 18 de novembro de 2015  | 1.1/4                | 2.69                   | N/A         | N/A                        | N/A           | N/A                          |
| 8  | "Legends of Yesterday" | 2 de dezembro de 2015   | 1.4/4                | 3.66                   | 0.7         | 1.61                       | 2.1           | 5.27                         |
| 9  | "Dark Waters"          | 9 de dezembro de 2015   | 1.0/3                | 2.82                   | 0.6         | 1.22                       | 1.6           | 4.04                         |
| 10 | "Blood Debts"          | 20 de janeiro de 2016   | 1.1/3                | 2.83                   | 0.7         | 1.47                       | 1.8           | 4.30                         |
| 11 | "A.W.O.L."             | 27 de janeiro de 2016   | 1.1/4                | 2.78                   | 0.6         | 1.24                       | 1.7           | 4.01                         |
| 12 | "Unchained"            | 3 de fevereiro de 2016  | 0.9/3                | 2.48                   | 0.6         | 1.26                       | 1.5           | 3.74                         |
| 13 | "Sins of the Father"   | 10 de fevereiro de 2016 | 0.9/3                | 2.44                   | 0.6         | 1.32                       | 1.5           | 3.77                         |
| 14 | "Code of Silence"      | 17 de fevereiro de 2016 | 0.9/3                | 2.44                   | 0.7         | 1.40                       | 1.6           | 3.85                         |
| 15 | "Taken"                | 24 de fevereiro de 2016 | 1.0/3                | 2.70                   | N/A         | N/A                        | N/A           | N/A                          |
| 16 | "Broken Hearts"        | 23 de março de 2016     | 0.7/3                | 2.09                   | 0.6         | 1.33                       | 1.3           | 3.41                         |
| 17 | "Beacon of Hope"       | 30 de março de 2016     | 0.9/3                | 2.34                   | N/A         | N/A                        | N/A           | N/A                          |
| 18 | "Eleven-Fifty-Nine"    | 6 de abril de 2016      | 0.8/3                | 2.24                   | 0.6         | 1.16                       | 1.4           | 3.39                         |
| 19 | "Canary Cry"           | 27 de de abril de 2016  | 0.9/3                | 2.27                   | N/A         | 1.18                       | N/A           | 3.45                         |
| 20 | "Genesis"              | 4 de maio de 2016       | 0.7/3                | 2.07                   | 0.6         | 1.19                       | 1.3           | 3.26                         |
| 21 | "Monument Point"       | 11 de maio de 2016      | 0.8/3                | 2.16                   | 0.5         | 1.13                       | 1.3           | 3.29                         |
| 22 | "Lost in the Flood"    | 18 de maio de 2016      | 0.7/2                | 1.94                   | 0.6         | 1.23                       | 1.3           | 3.20                         |
| 23 | "Schism"               | 25 de maio de 2016      | 0.8/3                | 2.19                   | 0.6         | 1.12                       | 1.4           | 3.31                         |

### Prêmios e indicações
| Ano  | Prêmio                 | Categoria                                         | Nomeado(s)                                                                     | Resultado | Ref.    |
| ---- | ---------------------- | ------------------------------------------------- | ------------------------------------------------------------------------------ | --------- | ------- |
| 2016 | Leo Awards             | Best Costume Design Dramatic Series               | Maya Mani ("This Is Your Sword")                                               | Venceu    | [ 116 ] |
| 2016 | Leo Awards             | Best Costume Design Dramatic Series               | Maya Mani ("Legends of Yesterday")                                             | Indicado  | [ 116 ] |
| 2016 | Leo Awards             | Best Direction Dramatic Series                    | James Bamford ("Brotherhood")                                                  | Indicado  | [ 116 ] |
| 2016 | Leo Awards             | Best Stunt Coordination Dramatic Series           | J. J. Makaro, James Bamford, Eli Zagoudakis, Curtis Braconnier ("Brotherhood") | Venceu    | [ 116 ] |
| 2016 | Leo Awards             | Best Lead Performance by a Female Dramatic Series | Emily Bett Rickards ("A.W.O.L.")                                               | Indicado  | [ 116 ] |
| 2016 | MTV Fandom Awards      | Ship of the Year                                  | Olicity (Stephen Amell e Emily Bett Rickards)                                  | Venceu    | [ 117 ] |
| 2016 | People's Choice Awards | Favorite Network TV Sci-Fi/Fantasy                | Arrow                                                                          | Indicado  | [ 118 ] |
| 2016 | Saturn Awards          | Best Superhero Adaptation Television Series       | Arrow                                                                          | Indicado  | [ 119 ] |
| 2016 | Teen Choice Awards     | Choice Sci-Fi/Fantasy TV Actress                  | Emily Bett Rickards                                                            | Indicado  | [ 120 ] |
| 2016 | Teen Choice Awards     | Choice Sci-Fi/Fantasy TV Show                     | Arrow                                                                          | Indicado  | [ 120 ] |
| 2016 | Teen Choice Awards     | Choice TV Liplock                                 | Stephen Amell e Emily Bett Rickards                                            | Indicado  | [ 120 ] |